# Kızılot, Manavgat
Kızılot là một thị trấn thuộc huyện Manavgat, tỉnh Antalya, Thổ Nhĩ Kỳ. Dân số thời điểm năm 2011 là 2.018 người.